# Plungė
Plungė (žemaitiska Plongė) är en stad i Telšiai län i Litauen. Staden har 18 904 invånare år 2015.

## Sport
- FK Babrungas